# Neuburger Hauptvergleich
Am 15. Januar 1656 kam es zum Neuburger Hauptvergleich, in dem das Herzogtum Pfalz-Sulzbach seine Unabhängigkeit vom Herzogtum Pfalz-Neuburg erreichte. Damit entstand das Herzogtum Pfalz-Sulzbach als ein selbstständiges, reichsunmittelbares Fürstentum und zugleich als letztes der Wittelsbacher Fürstentümer. 

## Geschichte

### Vorgeschichte
Sulzbach war ab 1305 Besitz der Wittelsbacher und ab 1505 Teil der sogenannten „Jungen Pfalz“. Pfalzgraf Ottheinrich II. residierte ab 1582 hier im Schloss. Wolfgang von Pfalz-Zweibrückens ältester Sohn, Philipp Ludwig, begründete 1569 die ältere Linie Pfalz-Zweibrücken-Neuburg, von der sich 1614 mit Pfalzgraf August die Linie Pfalz-Sulzbach abzweigte. 1632 fiel das Fürstentum Pfalz-Sulzbach nicht an das Stammland Neuburg zurück, sondern ging auf den Sohn Christian August über. Sulzbach war damit Sitz eines Deputatfürstentums, das unter der Oberhoheit des regierenden Fürsten des Stammfürstentums Pfalz-Neuburg stand.

### Neuburger Hauptvergleich
Christian August erreichte im Jahr 1652 den sogenannten Kölner Vergleich, eine erste Einigung mit Pfalz-Neuburg unter dem katholischen Wolfgang Wilhelm. Christian August erlangte 1656 gegenüber dem seit 1653 regierenden Neuburger Fürsten Philipp Wilhelm im Neuburger Hauptvergleich als Herzog die Souveränität Pfalz-Sulzbachs, während er im Gegenzug zum Katholizismus konvertierte. Das Herzogtum Pfalz-Sulzbach umfasste das Landgericht Sulzbach mit der Herrschaft Breitenstein, die neuburgische Hälfte am Gemeinschaftsamt Parkstein-Weiden und das Pflegamt Floß mit dem Gericht Vohenstrauß. Es hatte aber nie einen Sitz im Fürstenkolleg, da keine offizielle Reichsbelehnung erfolgt war.

### Weiterer Verlauf
1742 starb die Hauptlinie der Neuburger Pfalzgrafen aus. Der Zweig Sulzbach trat mit Karl Theodor die Nachfolge an. 1777 wurden die bayerischen Wittelsbacher von ihm beerbt, so dass unter Karl Theodor die großen wittelsbachischen Länder zu Kurpfalz-Bayern vereinigt wurden.